# Bulbophyllum renipetalum
Bulbophyllum renipetalum är en orkidéart som beskrevs av Rudolf Schlechter. Bulbophyllum renipetalum ingår i släktet Bulbophyllum och familjen orkidéer. Inga underarter finns listade i Catalogue of Life.